# Diptilon halterata
Diptilon halterata är en fjärilsart som beskrevs av Fabricius 1775. Diptilon halterata ingår i släktet Diptilon och familjen björnspinnare. Inga underarter finns listade i Catalogue of Life.